# Наумов, Валериан Николаевич
Валериа́н Никола́евич Нау́мов (2 февраля 1896, Вологодская губерния — 23 мая 1957, Москва) — большевик, партийный и государственный деятель времён Гражданской войны.

## Биография

### Ранние годы. РСДРП(б) и Есенин
Родился 2 (или 3) февраля 1896 года в деревне Ломок Грязовецкого уезда (Вологодская губерния) в крестьянской семье. Был студентом Университета Шанявского.
С 1913 года находился под политическим надзором царской «охранки». В 1914 году он вступил в РСДРП, где примкнул к большевикам.
Под видом летнего отдыха в 1913 и в 1914 году Георгий Пылаев, Михаил, Николай Богоявленские и В. Н. Наумов снимали комнату в деревенской избе, где жили коммуной, которую посещали поэт С. А. Есенин и будущий чекист М. И. Лацис. Наумов был дружен с Есениным: «31 <декабря 1913 г.> <Есенин> Встречает Новый год у себя на квартире с друзьями Г. Н. Пылаевым и В. Н. Наумовым, являющимися членами РСДРП(б) и находящимися под негласным надзором полиции».

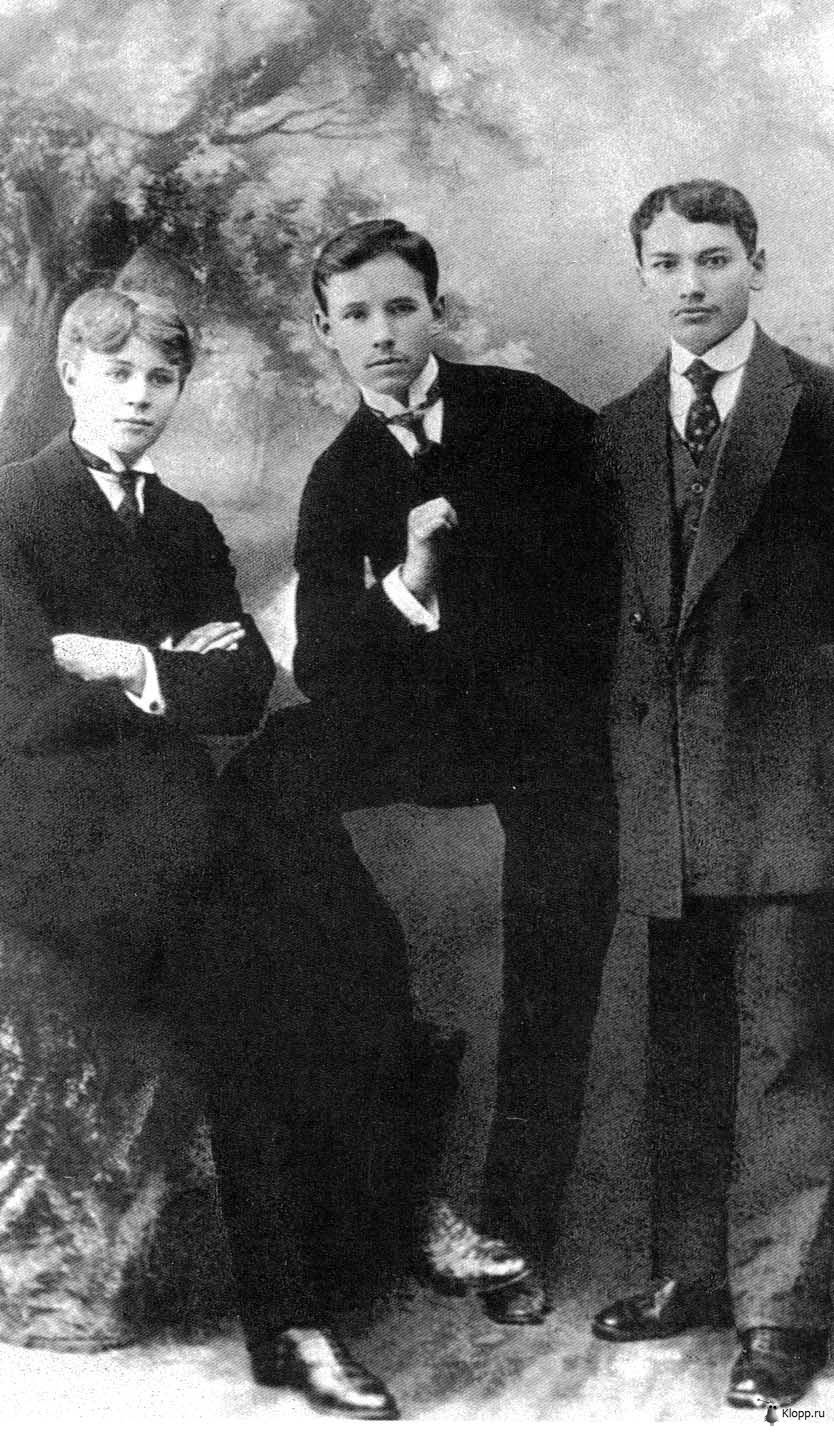
Есенин (слева) и Наумов (справа) в январе 1914 года в Москве.

Был в числе организаторов демонстрации 27 июля 1914 года на Екатерининской площади в Москве. Осуждён Особым Совещанием 31 августа и выслан из столицы, но вскоре скрылся с места высылки и, перейдя на нелегальное положение, продолжил революционную борьбу.

### 1917. Иваново, Туркестан и Бердянск
Вплоть до марта 1917 года находился под арестом в Шуйской тюрьме. После Февральской революции он вошёл в Иваново-Вознесенский городской комитет РСДРП(б) и стал товарищем (заместителем) председателя Иваново-Вознесенского Совета. Кроме того, Наумов был избран делегатом VI съезда РСДРП(б) (с 6 июля по 3 августа) в Петрограде.
Летом того же года, после петроградских «Июльских дней», Иваново-Вознесенский комитет РСДРП(б) в знак солидарности организовал совместную демонстрацию рабочих и солдат: эту задачу решили Афанасий Жугин и Валериан Наумов.
В конце 1917 года, проживая в Иваново-Вознесенске, был избран во Всероссийское учредительное собрание от Владимирского избирательного округа по списку № 6 (большевики).
С 29 июня по 16 декабря 1918 года являлся председателем Иваново-Вознесенской губернской чрезвычайной комиссии (ЧК), перейдя на этот пост с аналогичной позиции в городской ЧК. В январе 1920 года возглавлял Туркестанскую ЧК. В Средней Азии он также был военкомом 3-й Туркестанской кавалерийской дивизии и председателем Временного Бухарского областного бюро РКП(б).
С осени по декабрь 1920 года был помощником комиссара Харьковской бригады курсантов. Участвовал в боях на Южном фронте.
С декабря 1920 по июнь 1921 года занимал пост председателя Бердянского уездного ревкома и исполкома. С июня 1921 по август 1922 года был заведующим агитпропотделом Ивановского губкома партии.
С декабря 1923 по 1925 являлся комиссаром Высшей военной школы летчиков-наблюдателей и членом Петроградского райкома партии в Ленинграде. С апреля 1925 по 1926 год он вновь заведовал агитпропотделом в Иваново.
Позднее работал в аппарате ЦК ВКП(б) и был инженером на оборонных заводах.
Умер в Москве, похоронен на Ново-Девичьем кладбище. Именем Наумова названа улица в Ленинском районе города Иваново.

## Семья
Дочь: Валентина Валериановна Ардашева (1933—2002) — изобретатель устройства для сопряжения телеграфных каналов с ЭВМ.
Сын: Ян Валерианович Наумов 